# 直到重逢的那天
《直到重逢的那天》是日本二人组合柚子（ゆず）的第14张单曲。2002年10月17日由其所属公司Senha&Company发售。

## 簡介
A面曲為朝日電視台動畫《多啦A夢》的曾用片尾曲以及其中一部動畫电影《大雄與不可思議的風使者》的主題曲。